# ちょっとかわいいアイアンメイデン
『ちょっとかわいいアイアンメイデン』は、原作：深見真、作画：α・アルフライラによる日本の拷問4コマ漫画作品。角川書店の月刊雑誌『4コマnanoエース』で2011年4月号（創刊号）より連載開始。同誌が2013年10月号で休刊になったことにともない、『ヤングエース』（同社刊）へ移籍、2013年12月号より2016年1月号まで連載された。
単行本2巻の帯にて映画が制作される告知がなされた。主演は木嶋のりこ。2014年7月4日にはドラマCDが発売された。

## あらすじ
桜舞う入学初日、晴れて中学生の一員となった武藤結月は女子高特有の百合に憧れていた。そんな所を見計らったかのように容姿端麗な高等部の上級生舟木碧生から声をかけられ、部活動へと誘われる。色めき立つ結月はその活動内容を聞くと、信じ難いことに学校公認で合理的に拷問を行い研究するという拷問部だった。想像を絶する答えに逃亡を図るも、拘束具を取り付けられ、同級生の小橋蒼空、その姉の小橋悠里、初等部の新崎苺花の部員達の前に晒され、半ば強制的に入部させられる。徐々にディープな世界を知っていく結月と、個性的な部員達の拷問ライフが始まった。

## 登場人物
登場人物の名字はプロレスラーから採られている。『声』はドラマCDにおける担当声優。

### 拷問部
武藤結月（むとう ゆづき）
声 - 山本希望
本作の主人公。13歳 2月27日生まれ 身長154センチ B76・W57・H79 中学部1年生 髪型は黒髪のサイドテール。
お嬢様校の新入生で、女子校に憧れを抱く少女。拷問部の個性的な面々に振り回れることになる。作中の拷問系へのツッコミのほとんどは結月が請け負う。
流されやすい性格で、拷問部の存在を認めたくない態度を取り続けるも、退部できない状況に留まっている。拷問具の実験台にされることもしばしば。マゾヒズムな被虐嗜好は理解できていないが、Sっ気に目覚め始めており、碧生や悠里からは逸材と評される。洗脳部からは次期エースとして注目されており、副総統である祢里の差し金で拉致され、ヘットハンティングをされるも拒否。以後目をつけられることとなる。
百合の気があり、特に女子校的イベントに敏感。初対面の頃から碧生をお姉さまキャラとして意識している。無類の巨乳好きで、女性の乳房を見ると興奮し鼻血を噴出したり、品定めすることがあり、さらに極度の妄想癖がある。
発言からすると某百合作品や某百合作品の愛読者と思われ、それ以外にも言動の端々にアニメ・漫画・ゲームなどのマニア気質が見える。自室にはゲーム機のハードが一通り揃っており、アニメのBD、美少女フィギュア等が多く置かれている。大の声優好きでもあるようで、コンサートにも度々足を運んでいる。
見た目のそっくりな妹（後述）がいる。
舟木碧生（ふなき あおい）
声 - 伊藤静
本作のヒロイン。16歳 1月21日生まれ 身長174センチ B101・W65・H94 高等部1年生 髪型は紫紺色のロングで簪を着けている。
結月の上級生。儚げな雰囲気の女性、高い身長と巨乳が特徴。感情の起伏に乏しくいつも仏頂面で、天然ボケな一面を持ち、突っ込まれることが多い。結月からは変人と思われているが、黙っていれば美人で女生徒からの人気は高い。
母親が女性自衛官で拷問に対しては強い熱意を持ち、母親から受け継いだ拷問技術で器具の扱いには長けている。
好きな拷問具はユダのゆりかご。マゾの気があり被虐行為の快楽に溺れることも。新入生に対する拷問部への適正審査の問題を作り、これによって結月は勧誘された。
過去に結月と何らかの関わりがあったようだが、詳細は不明。
古い家系の家柄で純和風のお屋敷に母、祖父母と暮らしているが、共に多忙でほぼ一人暮らしをしている。趣味は剣道でいつも竹刀を背負っている。家では和装で過ごす。犬を飼っており名前はフランツで有名な拷問官から取られている。ゲームの知識が全くないようで、携帯ゲーム機をファミコンだと勘違いするほど。
小橋蒼空（こばし そら）
声 - 内田愛美
13歳 8月15日生まれ 身長156センチ B??・W55・H79 中学部1年生 髪型は茶髪のツインテールでリボンを着けている。
結月の同級生。美少女にしか見えないが女装をした男性である。なぜか女子校に在籍しており、その事実を本人は隠したがっていた。ドМでありに姉の悠里に弄ばれた際や拷問をかけられ発情することも多い。好きな拷問具は水車。
教員の星野とは相思相愛の恋仲で、同性だが気にしていない様子。
小橋悠里（こばし ゆうり）
声 - 寿美菜子
16歳 11月18日生まれ 身長166センチ B84・W59・H85 高等部1年生 髪型は卵色のロング。
蒼空の姉で、碧生の同級生。拷問部部長でおっとりとした雰囲気の女性。いつも笑顔を絶やさないが、Sであり下級生達を拷問スパーリングとして弄んでいる。好きな拷問具はアイアンメイデンで、地下の部室にはレプリカを備品として持っている。
過去に洗脳部の総統である高田とは同じ拷問部に所属していたが、ある出来事をきっかけに決別。現在では拷問部と洗脳部として対峙している。
部員達を辱めるために、アニメのコスプレをさせる癖がある。尚、自身はアニメに全く知識がない。
新崎苺花（しんざき まいか）
声 - 上坂すみれ
10歳 2月25日生まれ 身長130センチ B61・W48・H62 初等部4年生 髪型は桜色のショート。
唯一の初等部員、寡黙な少女。人見知りの内気な性格で不器用。悠里に想いを抱き、悠里に対して近付くものには激しい嫉妬心を露わにしたり、悠里を侮辱した者に対しては容赦のない言葉をかける等、異常なほどに思慕の念を抱いている。
マゾでとても小学生とは思えないほどマニアックな嗜好を持っている。好きな拷問具は苦悩の梨で、異端者のフォークをお守り代わりに肌身離さず持ち歩いている。
彼女の使用する拷問具は全て左利き用のレフティーモデル。未成年だがアダルトゲームをプレイしていたり、結月とアニメや漫画のネタと思しき会話をしていたり、マニア気質な点が多々見られる。

### 洗脳部
高田我羅著（たかだ がらしゃ）
声 - 小倉唯
15歳 中等部3年生。
洗脳部の総統（部長）。部員達からは高田総統と呼ばれる。前髪が長く、髪飾りを付けたお淑やかな雰囲気の女性で、背丈が結月と同じ程度で小柄。悠長な京都弁で喋る。瞬間催眠術の達人であり、手持ちの小道具だけで洗脳を行うことができる。悠里とは過去に因縁があるようで、洗脳部と拷問部の対立の原因とされるが、詳細は不明。
安生祢里（あんじょう ねり）
声 - 石原夏織
11歳 初等部5年生。
洗脳部の副総統（副部長）。縦ロールでお嬢様風の少女。プライドが高い性格。副会長派の人間で、拷問部を野蛮と評している。女生徒を自らに魅了させたり、意味不明なことを口走る電波娘になるように調整し、拷問部に対して工作活動を行い、度々拷問部や生徒会に手を出している。別荘には洗脳用の地下室を持っている。
木戸静波（きど しずな）
16歳 高等部1年生。
洗脳部部員の少女。ショートヘアでボーイッシュな雰囲気を持つ。祢里の側近で、祢里に対し憧れており、お嬢様と呼ぶ。
曹小燕（つぁお しゃおいぇん）
13歳 中等部1年。
中国からの留学生。中国武術研究会と兼部。髪をお団子を結っており、片言の日本語で喋る。アニメ好きだったことから留学したが、洗脳部の調整を受け、結月拉致事件の一件に関わる。

### 生徒会
蝶野理沙（ちょうの りさ）
16歳 高等部1年生。
生徒会長を務める少女。麗人風の雰囲気で男口調で喋る。お金持ちで容姿端麗、スポーツ万能、頭脳明晰とハイスペックだが、自意識過剰気味で結月からは変人、紗智子からはアホと言われる。美少女を非常に好み、生徒たちを子猫ちゃんと呼び、女生徒から憧れの的として見られており、百合ハーレムを目指している。
天山紗智子（てんざん さちこ）
11歳 初等部5年生。
生徒会経理を務める少女。手厳しい性格の毒舌家で、暴走気味な理沙の制止役。世界的な財閥のお嬢様で文武両道、初等部ながら生徒会に抜擢されている。
理沙に対しては容赦のない言葉を突き付けるが、節操のない態度への嫉妬も混ざっており、好意を抱いている様子。結月達の放課後の誘いに乗ったりと、仲がいい様子も見られる。
馳尊（はせ みこと）
14歳 中等部2年生。
生徒会書記を務める、眼鏡をかけた地味な雰囲気の少女。実家が貧乏な苦学生で、生活費を捻出するために、女学校での経験を元にした官能小説を書いている。
藤浪椿稀（ふじなみ つばき）
生徒会副会長。眼鏡をかけた黒髪ロングの女性。洗脳部とは結託している。

### 一般生徒
杏璃・シウバ（あんり しうば）
声 - 明坂聡美
15歳 中等部3年。
ジャーナリズム研究会所属で、ブラジル系のハーフで褐色の肌を持つ少女。荒々しい口調で喋り、短気な性格をしている。校内のゴシップ記事を取り扱った活動をしており、女生徒同士の不純異性交遊の場を盗撮し収集、写真をネタに脅迫し肉体関係を迫る等、不埒な生徒として生徒会に捕まり、拷問部の面々に折檻を受けることになる。ホラー映画が大の苦手で、結月の重点的な拷問により失禁するまでに追い込まれ、矯正された。以後拷問部を疎んでいるが、悠里に脅され嫌々協力している。
真壁小恋愛（まかべ ここあ）
15歳 中等部3年。
明朗快活な少女。学園祭実行員の職務の際に拷問部の面々と知り合う。理沙には幼少期にいじめられていた所を助けられた経験があり、それ以来恋心を抱いていたが、伝えられずにいた。その一方、理沙に盗聴や覗きなどのストーカー行為を行ったり、Sの感情に目覚めるなど結月からは変態と言われる。
祢里に目をつけられ、洗脳により不祥事を起こしてしまうが、理沙のはからいにより不問という結果になった。

### その他
星野沙雪（ほしの さゆき）
声 - ゆかな
28歳 教員。拷問部の顧問を務める。一見女性だが、実は元男性のニューハーフ。蒼空とは交際している。
藤原志士子（ふじわら ししこ）
声 - 生天目仁美
28歳 拷問部OGの女性。拷問部ご用達の拷問具店「ジャック・ケッチの台所」の店長。普段から拷問具を持ち歩いているようで、一瞬で杏璃を躾たりと実力の持ち主。
武藤 卯月（むとう うづき）
結月の妹。結月とは瓜二つの容姿を持ち、同様に女性の巨乳好きの嗜好を持つ。

## 書誌情報

### 掲載誌
- 4コマnanoエース 2011年4月号 - 2013年10月号（雑誌休刊）
- 月刊少年エース 2012年7月号（ゲスト）
- ヤングエース 2012年7月号（ゲスト）、2013年12月号（移籍） - 2016年1月号

### 単行本
- 原作：深見真、作画：α・アルフライラ 『ちょっとかわいいアイアンメイデン』 角川書店〈角川コミックス・エース・エクストラ〉、全4巻
  1. 2012年5月31日発売[5]、ISBN 978-4-04-120300-2
  2. 2013年4月26日発売[6]、ISBN 978-4-04-120685-0
  3. 2014年7月4日発売[7]、ISBN 978-4-04-101916-0
  4. 2016年4月4日発売[8]、ISBN 978-4-04-103594-8

## ドラマCD
- ドラマCD ちょっとかわいいアイアンメイデン
  - 2014年7月4日発売
- ドラマCD ちょっとかわいいアイアンメイデン～Triangle Maidens～
  - 2016年4月4日発売 ASIN B01B0T1Q70

## 映画
2014年7月19日よりR15+指定で公開。Blu-ray / DVDのディレクターズ・ロングバージョンはR18+指定。

### キャスト（映画）
- 武藤結月 - 木嶋のりこ
- 舟木碧生 - 吉住はるな
- 小橋悠里 - 間宮夕貴
- 新崎苺花 - 矢野未夏
- 本山なみ
- 持田加奈子
- 葉山レイコ
- 内田春菊

### スタッフ（映画）
- 原作 - 原作者：深見真、漫画：α・アルフライラ（株式会社KADOKAWA 角川書店刊）
- 監督・脚本 - 吉田浩太
- 音楽 - 松本章
- 主題歌 - しらほしなつみ「Waking Up」（よしもとアール・アンド・シー）
- エグゼクティブプロデューサー - 井上伸一郎
- 製作 - 安田猛
- 企画 - 菊池剛
- プロデューサー - 大森氏勝、千綿英久、柴原祐一
- ラインプロデューサー - 本島章雄
- 撮影 - 関将史
- 照明 - 成毛紗恵子
- 録音 - 島津未来介
- 美術 - 山下修侍
- 装飾 - 西渕浩祐
- 衣装 - 宮本まさ江
- ヘアメイク - 及川奈緒美
- 編集 - 鳴海誠之
- 音響効果 - 中村佳央
- 拷問アドバイザー - 月花
- キャスティング - 楠間由野
- 助監督 - 川松尚良
- 制作担当 - 細谷光
- 製作・配給 - KADOKAWA
- 製作プロダクション - 角川大映スタジオ
- 制作プロダクション - ダブ